# Betty Roland
Pour les articles homonymes, voir Roland (homonymie).
Betty Roland est une actrice française, principalement connue pour son rôle de Messaline dans Caligula et Messaline.

## Filmographie
- 1981 : Caligula et Messaline : Messaline
- 1980 : Le Bar du téléphone